# Peter Töpfer
Peter Töpfer (* 1946 in Meßkirch) ist ein ehemaliger Zuhälter, Mitgründer der Nutella-Bande und heutiger Prediger der evangelisch-freikirchlichen Glaubensgemeinschaft Mission Kwasizabantu.

## Jugend
Peter Töpfer ist der Sohn einer deutschen Arbeiterin und eines französischen Besatzungsoffiziers, den er niemals kennenlernte. Nach einer Ausbildung zum Mechaniker arbeitete Töpfer in den 1960er-Jahren zunächst als Matrose und später in der Hamburger Kneipe Istanbul (heute: Pils-Börse) in der Friedrichstraße, einer Parallelstraße zur Reeperbahn. Dort kam Töpfer zum ersten Mal mit dem Zuhältermilieu in Kontakt und stieg recht schnell selbst in das „Geschäft“ ein. Zunächst gingen nur zwei bis drei Prostituierte für Peter Töpfer anschaffen.

## Aufstieg im Hamburger Rotlichtmilieu
Mitte der 1970er-Jahre stieg Töpfer zu einer zentralen Figur in der Hamburger Zuhälterszene auf. 1975 eröffnete er sein erstes Bordell am Eingang der Herbertstraße, später war er einer der größten Mieter im Eros-Center. Ebenfalls Mitte der 1970er-Jahre schloss er sich mit anderen Zuhältern wie Klaus Barkowsky zur „Nutella-Bande“ zusammen, einem Zuhälterring, der über 100 Frauen für sich arbeiten ließ und Teile der Prostitution rund um die Reeperbahn Ende der 1970er-Jahre und Anfang der 1980er-Jahre kontrollierte.

## Hinwendung zum Christentum
Ab 1981 änderte sich das Leben von Peter Töpfer radikal. Ein christlicher Laienprediger, der in den 1970er-Jahren als sogenannter Hippie-Prediger im Galerie-Café Adler aufgetreten war, beeindruckte Töpfer so stark, dass er sich dem christlichen Glauben zuwandte. Er gab die Zuhälterei und die Mitgliedschaft in der Nutella-Bande auf und eröffnete zunächst einen Gebrauchtmöbelladen in Hamburg-Altona. Töpfer heiratete seine Freundin, gründete mit ihr eine Familie und begann, sich eine bürgerliche Existenz aufzubauen. Neben seiner Arbeit besuchte er Bibelkreise und wandte sich der freikirchlichen Mission zu. Heute wohnt Peter Töpfer in Bispingen in der Lüneburger Heide, ist geschieden und ausschließlich für die unter anderem wegen ihres autokratischen Führungsstils kritisierte Glaubensgemeinschaft Mission Kwasizabantu tätig. Als Prediger und in Vortragsreisen setzt er sich insbesondere für ein Verbot der Prostitution ein. Für Töpfer ist Prostitution „nichts anderes als Kriminalität, Abhängigkeit und Gewalt.“

## TV-Auftritte
- 2009: Menschen bei Maischberger[5]